# Chaoborus brasiliensis
Chaoborus brasiliensis är en tvåvingeart som först beskrevs av Theobald 1901.  Chaoborus brasiliensis ingår i släktet Chaoborus och familjen tofsmyggor. Inga underarter finns listade i Catalogue of Life.